# Lóbulo de la oreja
El lóbulo de la oreja (lobulus auriculae), que es la parte inferior del oído externo, está formado por tejido conectivo areolar y adiposo resistente, a diferencia del resto del pabellón auricular (la parte externa del oído) que posee mayor firmeza y elasticidad. En ciertas ocasiones, el lóbulo inferior se encuentra unido a un lado de la cara. Es importante señalar que el lóbulo no contiene cartílago, recibe un abundante irrigación sanguínea y puede contribuir a la temperatura de las orejas. Sin embargo, generalmente no se considera que los lóbulos tengan una función biológica importante. El lóbulo contiene numerosas terminaciones nerviosas y, para algunas personas, constituye una zona erógena.
El zoólogo Desmond Morris en su libro El mono desnudo (1967) conjeturó que los lóbulos se desarrollaron como una zona erógena adicional para facilitar la sexualidad extendida necesaria en la evolución de los vínculos de pareja monógamos humanos.

## Organogénesis
El lóbulo de la oreja, como parte del cuerpo formada por epitelio y tejido conjuntivo, podría parecer derivado del dermatoma. Sin embargo, esto no es así, ya que en el tejido circundante no hay somitas y, por lo tanto, no hay dermatoma. En esta zona, la dermis se deriva de células mesenquimales: el mesénquima proviene del esclerotomo y de la esplácnopleura, ubicados en las regiones cercanas del torso.
El lóbulo de la oreja se forma y desarrolla en la proximidad del folículo auricular, como resultado de una inducción en cascada:
1. El inductor de primer nivel es el segmento central del techo del arquénteron, que induce la formación del bulbo raquídeo (parte del rombencéfalo).
2. El inductor de segundo nivel es el bulbo raquídeo, que provoca la aparición de un par de folículos auriculares derivados del mesodermo.
3. El inductor de tercer nivel es el folículo auricular, que induce la formación de la bulla auditiva.

## Genética

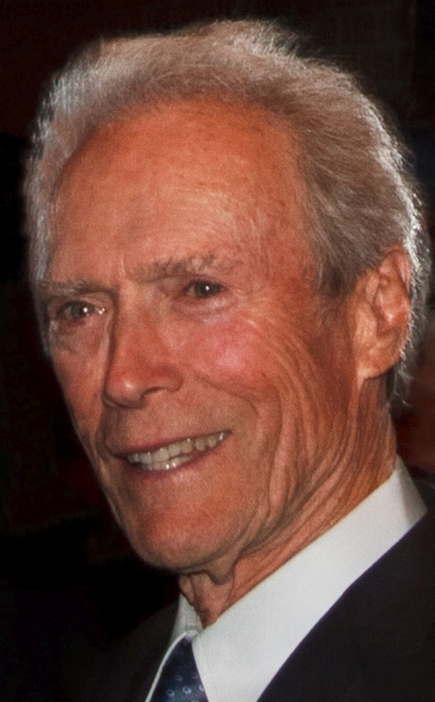
Clint Eastwood, que tiene una forma extrema de lóbulo de la oreja adherido.

Los lóbulos de las orejas tienen un promedio de 2 centímetros de largo y se alargan ligeramente con la edad. Aunque la apariencia "libre" o "adherida" de los lóbulos de las orejas se presenta a menudo como un ejemplo de un rasgo mendeliano simple de "un gen, dos alelos" en humanos, no todos los lóbulos de las orejas encajan perfectamente en ninguna de las dos categorías; existe un rango continuo de un extremo a otro, lo que sugiere la influencia de varios genes.
| Población                   | Nº    | Frecuencia de genes recesivos (para lóbulos de las orejas adheridos) | Fuente                |
| --------------------------- | ----- | -------------------------------------------------------------------- | --------------------- |
| Africanos                   | ?     | 0.60                                                                 | Messeri (1976)        |
| Afroamericanos              | 242   | 0.56                                                                 | Glass et al. (1952)   |
| Ainu                        | ?     | 0.49                                                                 | Messeri (1967)        |
| Babinga                     | ?     | 0.87                                                                 | Messeri (1967)        |
| Baviera                     | ?     | 0.84                                                                 | Messeri (1967)        |
| Bosnia y Herzegovina        | 7,325 | 0.55                                                                 | Hadžiselimović (1981) |
| Brasil                      | ?     | 0.34                                                                 | Saldanha (1960)       |
| Camerún                     | ?     | 0.83                                                                 | Messeri (1967)        |
| Aborígenes canadienses      | 532   | 0.68                                                                 | Chaison (1963)        |
| China                       | ?     | 0.62                                                                 | Messeri (1967)        |
| Hong Kong                   | 70    | 0.80                                                                 | Lai, Walsh (1966)     |
| India: Bengala              | 100   | 0.49                                                                 | Dutta (1963)          |
| Japón                       | 70    | 0.82                                                                 | Lai, Walsh (1966)     |
| Laponia                     | ?     | 0.71                                                                 | Messeri (1967)        |
| Micronesia                  | ?     | 0.52                                                                 | Messeri (1967)        |
| Nepal                       | 169   | 0.66                                                                 | Bhasin (1969)         |
| Nueva Guinea                | 399   | 0.80                                                                 | Lai, Walsh (1966)     |
| Nicobar                     | 813   | 0.81                                                                 | Gabel (1958)          |
| Papúes                      | ?     | 0.54                                                                 | Messeri (1967)        |
| Polinesia                   | ?     | 0.39                                                                 | Messeri (1967)        |
| Rusia                       | ?     | 0.59                                                                 | Messeri (1967)        |
| Cerdeña                     | 403   | 0.53                                                                 | Messeri (1967)        |
| Escocia                     | 500   | 0.48                                                                 | Chattopadhyay (1968)  |
| Somalia                     | ?     | 0.42                                                                 | Messeri (1967)        |
| Suecia                      | 247   | 0.59                                                                 | Wiener (1937)         |
| Tíbet                       | ?     | 0.68                                                                 | Tiwari, Bhasin (1969) |
| Estados Unidos: Baltimore   | 380   | 0.63                                                                 | Glass et al. (1952)   |
| Estados Unidos: Brooklyn    | 248   | 0.92                                                                 | Wiener (1937)         |
| Estados Unidos: Búfalo      | 381   | 0.43                                                                 | Dronamraju (1966)     |
| Estados Unidos: Pensilvania | 241   | 0.50                                                                 | Glass et al. (1952)   |

## Problemas clínicos
Los lóbulos de las orejas normalmente son lisos, pero ocasionalmente presentan pliegues. Los lóbulos con pliegues a veces se asocian con trastornos genéticos en niños, como el síndrome de Beckwith-Wiedemann. En algunos estudios iniciales, se creía que los pliegues en los lóbulos de las orejas estaban asociados con un mayor riesgo de infarto y enfermedad coronaria. Sin embargo, estudios más recientes han concluido que, dado que los lóbulos de las orejas se arrugan más con la edad y que las personas mayores tienen mayor probabilidad de padecer enfermedades cardíacas que las personas jóvenes, la edad, y no los factores intrínsecos, podría explicar los hallazgos que vinculan el infarto con los pliegues en los lóbulos de las orejas. El pliegue en los lóbulos de las orejas también se denomina signo de Frank.

## Sociedad y cultura

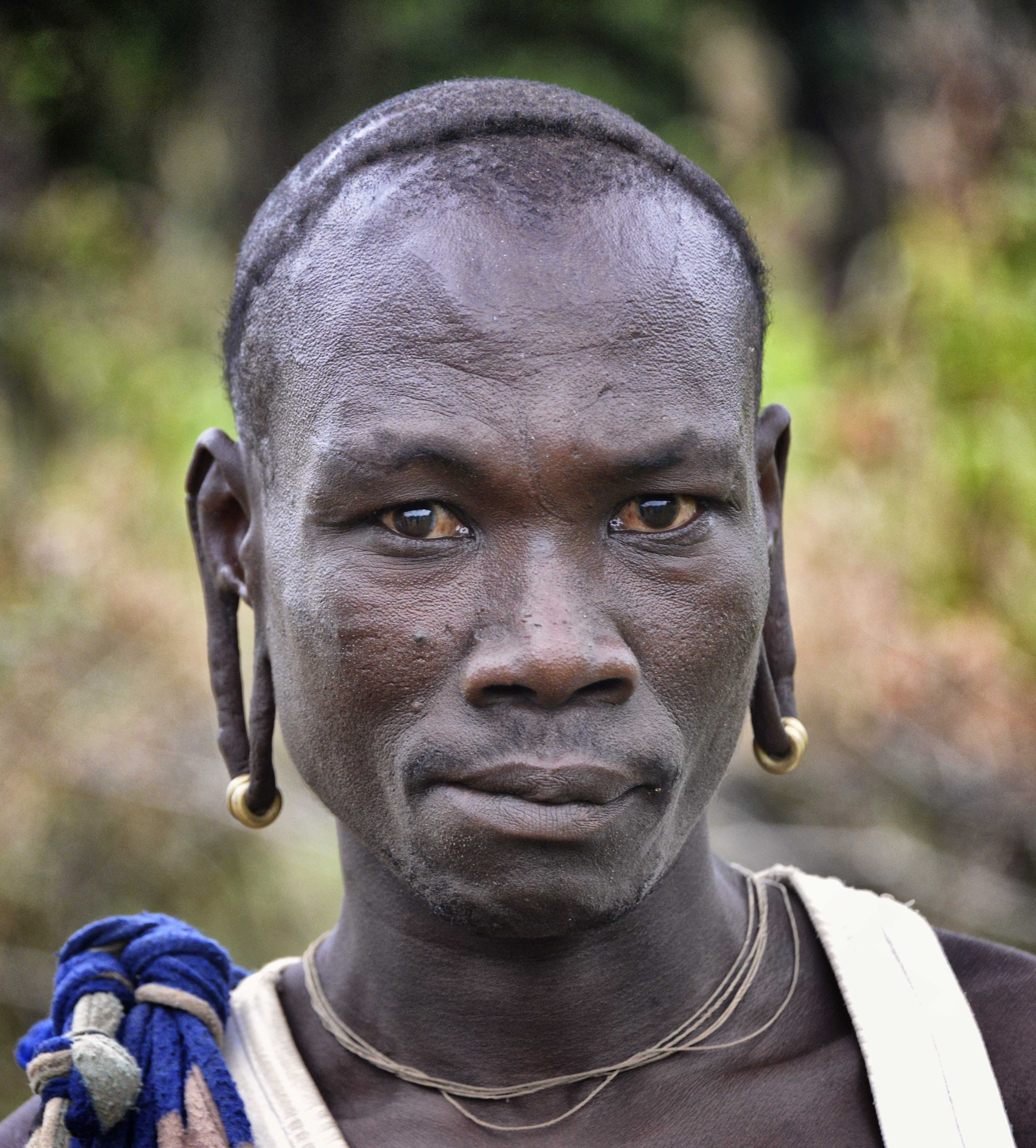
Perforación del lóbulo de la oreja estirada, Etiopía

### Perforación y estiramiento del lóbulo de la oreja
Perforarse los lóbulos de las orejas es una actividad común en muchas culturas y épocas históricas; ninguna otra parte del cuerpo se perfora con tanta frecuencia. Por lo tanto, las lesiones en el lóbulo debido al peso de los pendientes también son comunes. Algunas culturas practican el estiramiento de los lóbulos con fines decorativos, utilizando adornos para perforar y agrandar los lóbulos para acomodar los tapones.

### Efectos negativos del uso de aretes
Algunas investigaciones han descubierto que las complicaciones más frecuentes relacionadas con el uso de aretes son:
- inflamación,
- queloides,
- pérdida de tejido por desgarro y
- división mecánica de los lóbulos de las orejas.

Científicos polacos han descubierto una relación notable entre la perforación de los lóbulos de las orejas de las niñas y el posterior desarrollo de reacciones alérgicas en la piel. Según la profesora Ewa Czarnobilska, directora del equipo de investigación, la principal causa de las alergias a los pendientes es la presencia de níquel, un componente común en las aleaciones utilizadas en la fabricación de joyas, que se desprende de los pendientes. El síntoma observado suele ser eccema, que a menudo se diagnostica erróneamente como una alergia alimentaria, por ejemplo, a la leche. El mecanismo específico de las alergias a los pendientes es el contacto de los iones de níquel con el sistema linfático.
El estudio observó que los niños que dejaron de usar aretes no experimentaron la desaparición de los síntomas alérgicos. El sistema inmunitario recuerda la presencia de iones de níquel en la sangre y la linfa de la persona, por lo que el niño aún puede reaccionar a:
- partes metálicas del armario,
- aparatos dentales,
- prótesis dental,
- ortesis,
- comidas cocinadas en ollas con adición de níquel,
- margarina (el níquel es un catalizador en la hidrogenación de grasas insaturadas),
- monedas,
- chocolate,
- nueces,
- verduras leguminosas,
- vino, y
- cerveza.

Una investigación realizada por alergólogos ha descubierto que en una muestra de 428 alumnos de entre 7 y 8 años y de entre 16 y 17 años:
- El 30% de la población investigada mostró una alergia al níquel y
- La alergia se produjo en niñas que habían empezado a utilizar pendientes en la primera infancia.